# اچ‌ام‌اس سانسووینو (اف۱۶۲)
اچ‌ام‌اس سانسووینو (اف۱۶۲) (به انگلیسی: HMS Sansovino (F162)) یک کشتی بود که طول آن ۴۱۸ فوت (۱۲۷ متر) بود. این کشتی در سال ۱۹۴۳ ساخته شد.